# Fort Pownall
Le fort Pownall  était une fortification britannique construite pendant la guerre de Sept Ans, dont les vestiges sont situés dans le parc d'État de Fort Point (en) à Stockton Springs, dans le Maine. Le fort fut nommé d'après le gouverneur Thomas Pownall (en), qui a supervisé la construction. Il ne fut jamais attaqué et fut détruit pendant la Révolution américaine par les actions des colons et de l'armée britannique pour empêcher son utilisation ultérieure. Les vestiges du fort ont été répertoriés sur le Registre national des lieux historiques en 1969.

## Emplacement
Le parc d'État de fort Point est situé à l'extrémité orientale du cap Jellison (en), une presqu'île triangulaire qui s'avance dans la baie de Penobscot à l'embouchure du fleuve Penobscot. Créé en 1974, le parc de 49 hectares comprend, outre les ruines du Fort Pownall, le phare de Fort Point. L'extrémité orientale du cap forme une péninsule étroite, avec les ruines du fort sur les hauteurs près de son extrémité orientale.

## Histoire
En 1759, pendant la guerre de Sept Ans, Thomas Pownall, gouverneur du Massachusetts a dirigé la construction d'un fort ici, qu'il nomma fort Pownall. Il fut l'un des trois forts importants que les Britanniques ont construit sur les grands fleuves dans le nord-est afin de couper les moyens pour les Amérindiens d'atteindre l'océan pour prévenir les attaques contre les colons britanniques (voir aussi Fort Halifax, Fort Western, et le Fort Frederick (Saint-Jean Nouveau-Brunswick). Le fort était destiné à sécuriser la zone pour l'expansion de la colonisation par les colons britanniques et de contrôler les Narrantsouac et les Pentagouets restants. Les Amérindiens du Maine, ou ceux des missions de la Nouvelle-France virent ces forts comme une hostilité et un expansionnisme du gouvernement colonial du Massachusett; ainsi que la coupure du principal lien géographique entre eux et les Pénobscots. Le commandant du fort était Jedidiah Preble (en). En 1775, les forces britanniques ont saisi les canons et la poudre. Plus tard, un régiment de soldats de l'Armée continentale a brûlé le fortin et rempli la plupart des fossés pour empêcher leur utilisation par les Britanniques.

## Description
Le fort, lors de sa construction, mesurait environ 73 mètres (240 pieds) de chaque côté, avec un terrassement en forme d'étoile octogonale entouré d'un fossé de 4,6 m (15 pieds) de large et 2,4 m (8 pieds) de profondeur. À l'intérieur du terrassements il y avait un fortin militaire, construit en bois équarri, qui mesurant 13 m (44 pieds) de chaque côté et deux étages de hauteur. À chaque coin, il y avait une projection en forme de losange, où chaque côté mesurait de 10 m (33 pieds). Parce que le blockhaus et autres éléments en bois du fort ont été brûlées, seuls les terrassements et les fondations de pierre restent visibles aujourd'hui.

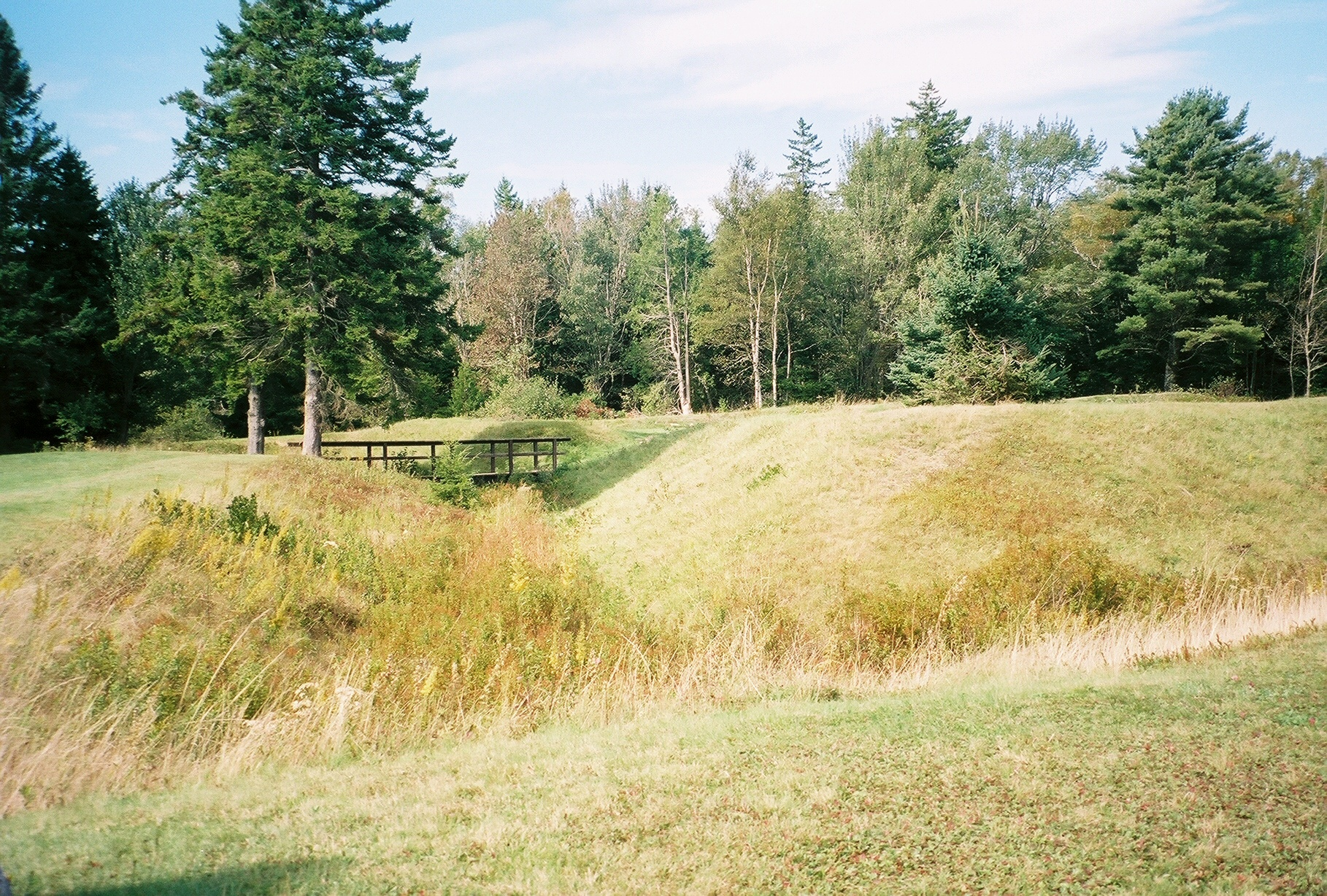
Terrassements du Fort Pownal visibles de nos jours